# Bernardo Alfonsel
Bernardo Alfonsel López (* 24. Februar 1950 in Getafe) ist ein ehemaliger spanischer Radrennfahrer und nationaler Meister im Radsport.

## Sportliche Laufbahn
Alfonsel war Straßenradsportler. Er war Teilnehmer der Olympischen Sommerspiele 1976 in Montreal. Im olympischen Straßenrennen kam er auf den 10. Platz. 
1975 gewann er die nationale Meisterschaft im Straßenrennen der Amateure und holte einen Etappensieg im Grand Prix Guillaume Tell. 1976 gewann er zwei Etappen in der Vuelta Ciclista de Chile. 
1977 wurde er Berufsfahrer im Radsportteam Teka und blieb bis 1986 als Radprofi aktiv. In seiner ersten Profisaison gewann er den Gran Premio de Llodio. 1979 gelang ihm ein Tageserfolg in der Vuelta a España und im Rennen Gran Premio Cuprosan. Er gewann den Prolog der Vuelta a Aragón 1980 und eine Etappe des Grand Prix Midi Libre.
Zweiter wurde Alfonsel in der Vuelta a Asturias 1978 hinter Enrique Martínez Heredia sowie in der Volta a la Comunitat Valenciana 1979 hinter Vicente Belda.

## Grand-Tour-Platzierungen
Sechszehnmal bestritt er Grand Tours.
| Grand Tour            | 1977 | 1978 | 1979 | 1980 | 1981 | 1982 | 1983 | 1984 | 1985 | 1986 |
| --------------------- | ---- | ---- | ---- | ---- | ---- | ---- | ---- | ---- | ---- | ---- |
| Vuelta a EspañaVuelta | 39   | 13   | 23   | 35   | DNF  | 17   | DNF  | –    | 40   | 81   |
| Giro d’ItaliaGiro     | –    | –    | –    | –    | –    | –    | –    | –    | –    | –    |
| Tour de FranceTour    | DNF  | 46   | 79   | 57   | 69   | 67   | –    | 98   | –    | –    |